# 水車小屋 (ロイスダール)

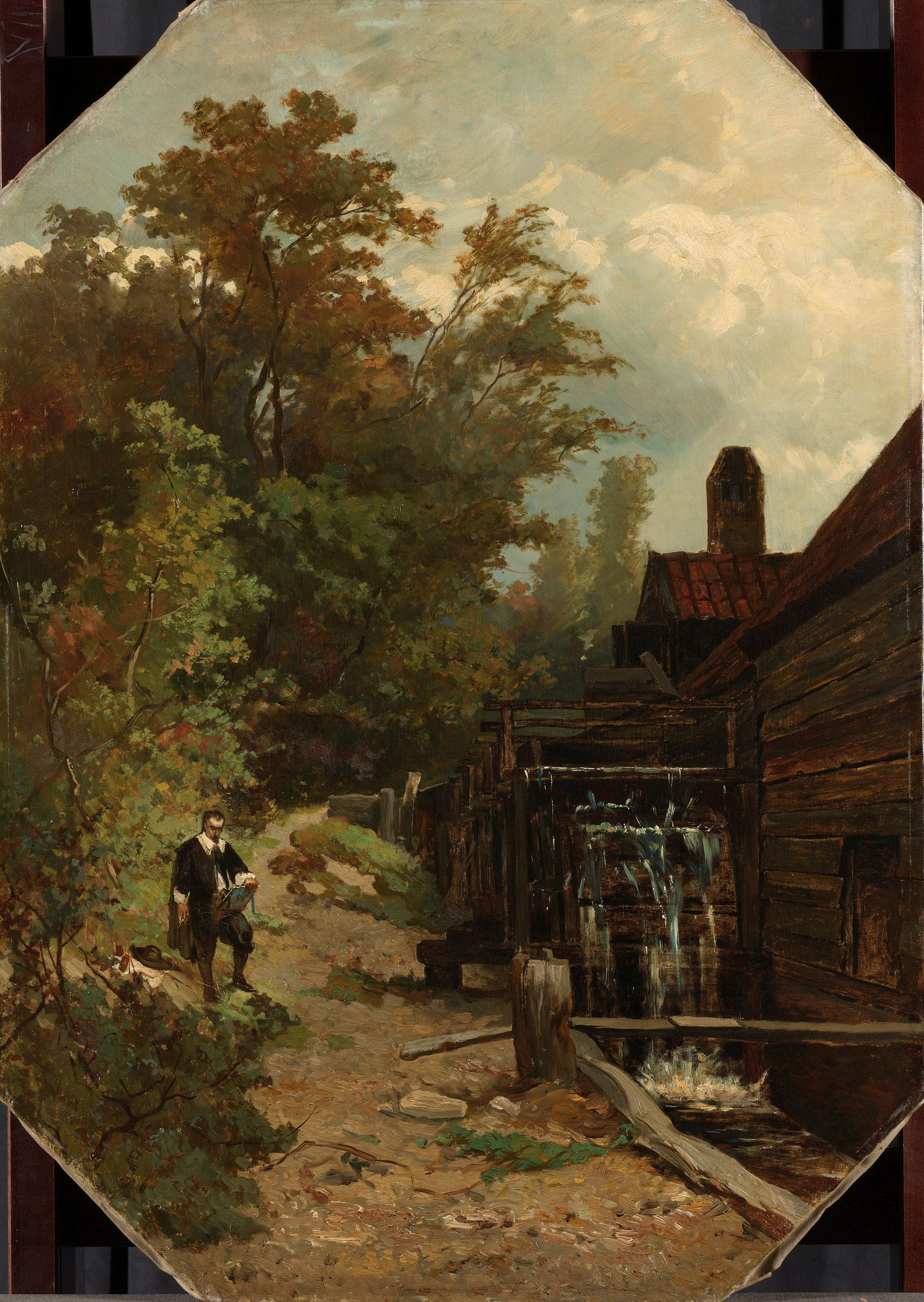
ヤーコプ・ファン・ロイスダールの作品に感化された19世紀の風景画家ヘラルト・ビルデルスによる歴史画『ヘルダーラントの風車をスケッチするヤーコプ・ファン・ロイスダール』

『水車小屋』（すいしゃごや、蘭: De Watermolen、英: The Watermill）は、17世紀オランダ絵画黄金時代の画家ヤーコプ・ファン・ロイスダールが1660年ごろ、キャンバス上に油彩で制作した絵画である。1922年以来、メルボルンのヴィクトリア国立美術館に所蔵されている。

## 作品
この絵画は、1911年に研究者ホフステーデ・デ・フロートにより以下のように記述されている。 
146番。水車小屋。水溜まり越しに木々の中に立つ水車小屋を見た景色。たとえば、ホッベマがアムステルダム国立美術館にある2点 (ホッベマの66番、67番を参照) で描いたのと同じ水車小屋。右側の建物は赤い瓦ぶきで、木材は灰色である。左側には緑の丘がある。遠望はない。左側の道には人がおり、後から犬がやってきている。右側には、花咲くセイヨウニワトコの木がある。様式的に見て、絵画はおそらくホッベマとロイスダールがいっしょに絵画を制作していた時期 (1660-1663年) に描かれた。左側にモノグラムの署名あり。キャンバス、縦25インチ、横27と1/2インチ。
1876年に80番として、1902年に134番としてロンドンのロイヤル・アカデミー冬季展で展示された。
ブリストルのクリフトン (Clifton) 在住のルイス・フライ (Lewis Fry) 閣下のコレクション。
本作は、ロイスダールとホッベマがこの時期に描いたほかの作品と非常に類似している。これらの作品は、しばしば後の風景画家たちにインスピレーションを与えた。

## ギャラリー

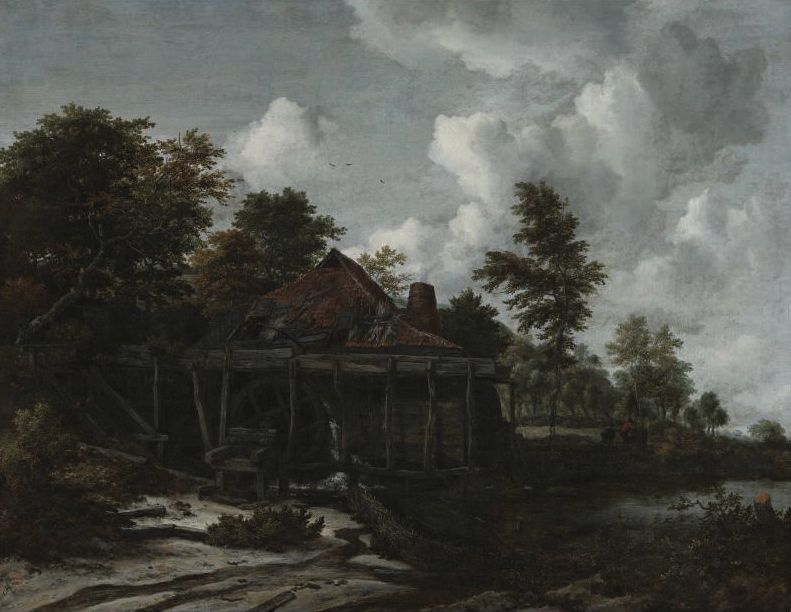
個人蔵 (旧トレド美術館) のロイスダールの作品
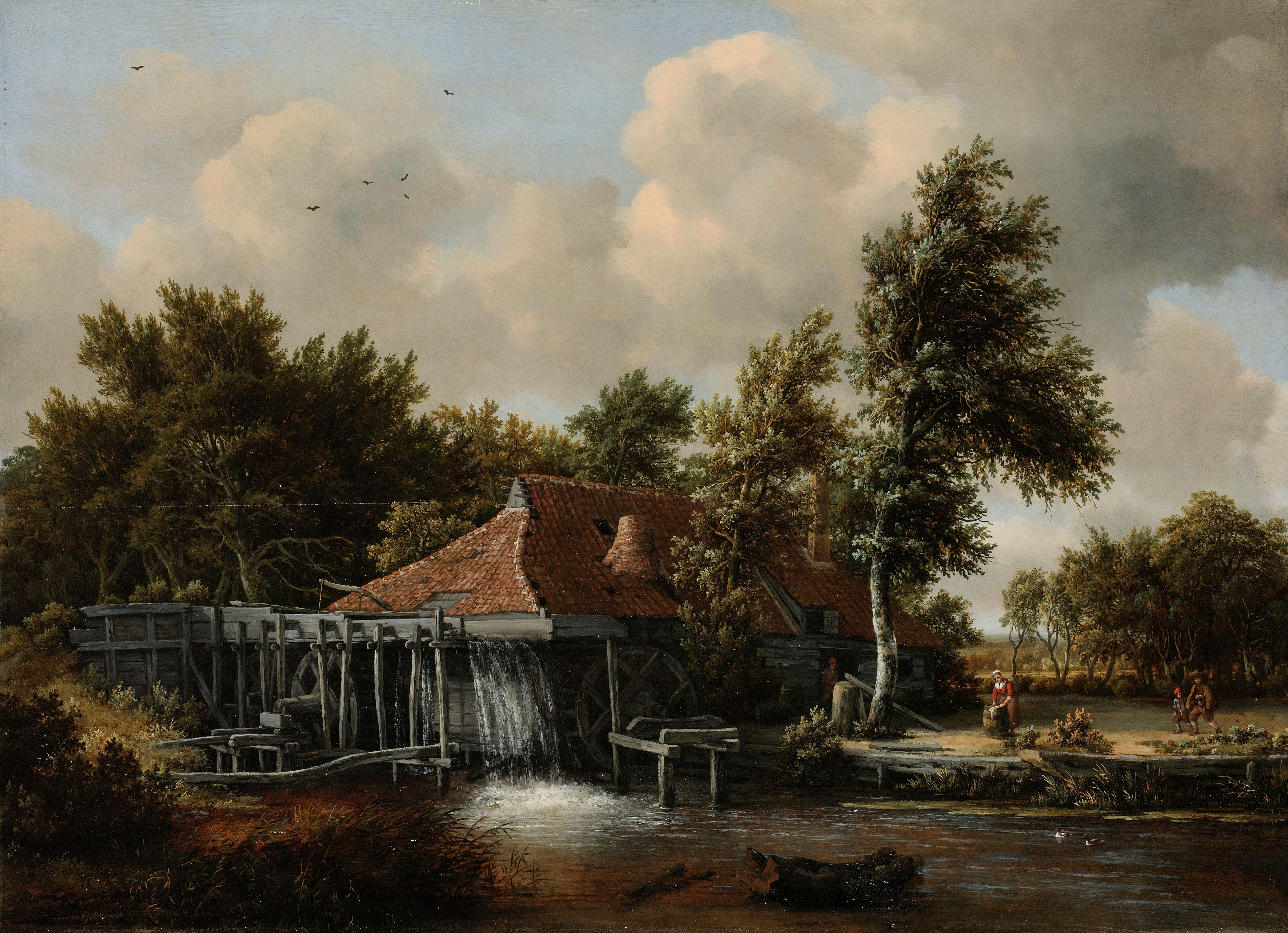
アムステルダム国立美術館蔵のホッベマの作品
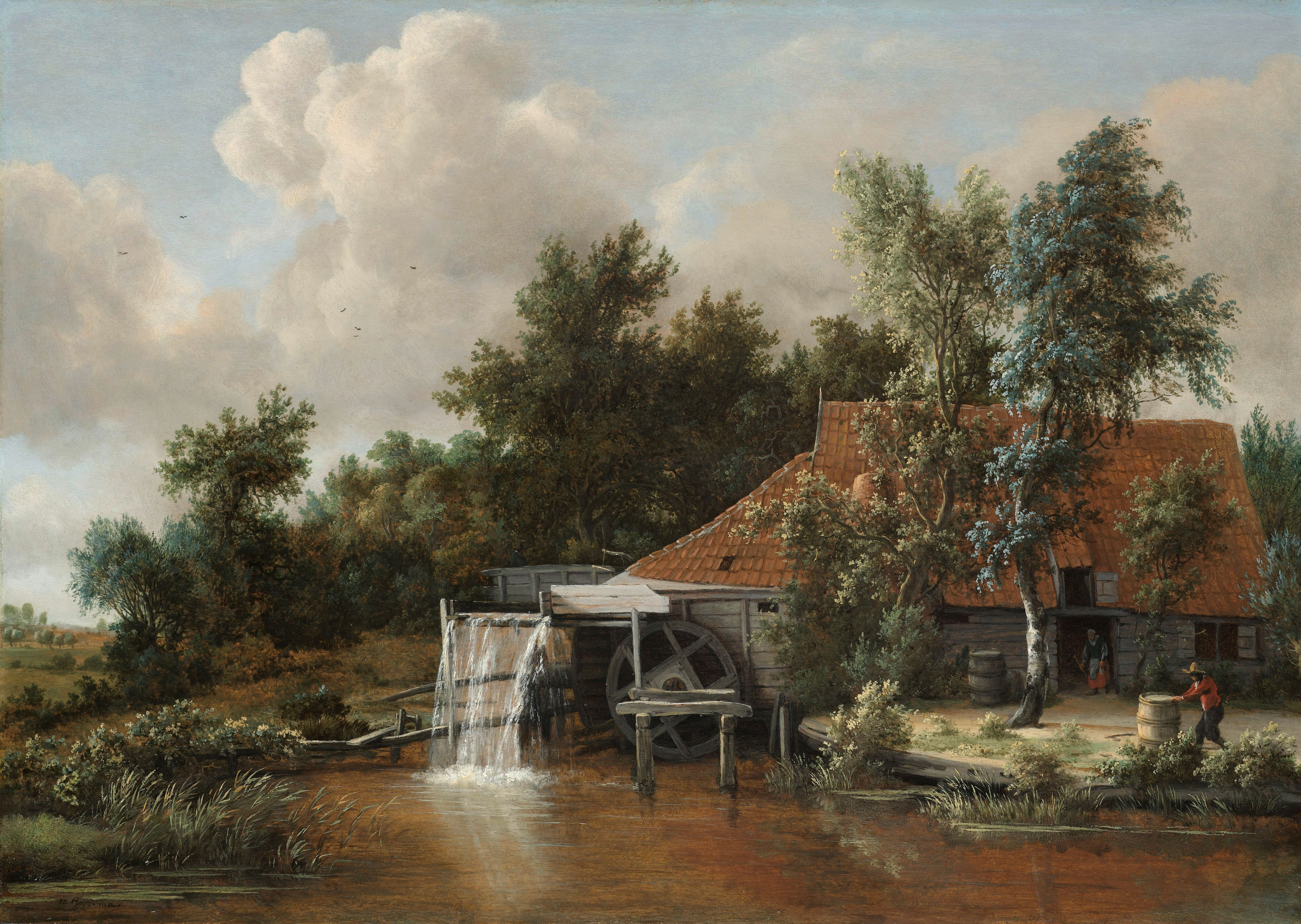
アムステルダム国立美術館蔵のホッベマの作品

研究者たちは何度も描かれたこの水車小屋の位置を突き止めようとしてきたが、今のところ、「ヘルダーラント州のどこか」としてしか特定されていない。